# Кам'янка (притока Ужа)
Ка́м'янка — річка в Україні, в межах Коростенського, Малинського та Народицького району Житомирської області. Права притока Ужа (басейн Дніпра). 
Бере початок на південь від села Мединівки, в межах Поліської низовини. Тече спочатку на схід, потім повертає на північ і на північний захід, впадає до Ужа на північ від села Гута-Ксаверівська. 
Довжина річки 40 км, площа басейну 266 км². Долина маловиразна, завширшки 2,5 км, завглибшки до 15 м. Заплава заболочена. Річище слабозвивисте, завширшки пересічно 5 м. Похил річки 0,9 м/км. Споруджено кілька ставків. 

## Притоки
- Волинь - права притока у Чоповицькій селищній громаді. Бере початок на південній стороні від села Владівки і тече через нього переважно на північний схід. Між селами Кам'янка та Скурати впадає в річку Кам'янку.[1]
- Дубачівка - ліва притока у Чоповицькій селищній громаді. Починається на сході від Великого Лісу. Тече переважно на південний схід понад Скуратами і впадає у Кам'янку[2][3].
- Смичок - ліва притока.